# 김치찜
김치찜은 숙성된 김치에 고기를 넣고 양념으로 간을 한 다음 일정 시간 찌어낸 음식이다. 먹다 남은 김치를 단순히 이용하는 수준에 그치지 않고 찜을 위한 김치를 따로 담그기도 한다. 김치찜 식당들은 대부분 담근 지 몇 년 된 묵은지를 사용한다.
재료로는 돼지고기 앞다리살 600g, 신 김치 1/2포기, 대파 1대, 양파 1/2개, 돼지고기 삶는 국물, 찜 국물이 들어간다. 돼지고기의 앞다리살 겉에 붙어있는 비계와 살을 제거하고 끓여낸 뒤 부드럽게 삶고난 다음 고기를 썰어내고 신김치를 넣고 센 불에 끓이는 방식으로 조리된다.
김치찜은 특별한 날에 만들어 먹는 음식이 아니라, 집에서 흔히 먹는 재료로 간편하게 만들어 먹는 서민적인 음식으로 시작되었지만 현재에는 일반적으로 가격이 비싸져 전문직 등 중산층 이상이 먹으며, 특히 대통령이나 재벌, 법조인, 정치인 등이 먹을 정도로 고급화 되기도 하였다. 현재 고급 음식점에서도 선보이고 있다.
종류로는 고등어김치찜, 묵은지돼지김치찜, 뚝배기 김치 갈비찜, 김치삼겹살찜이 있다.

## 같이 보기
- 김치찌개